# La Chapelle-Monthodon
La Chapelle-Monthodon [la ʃapɛl mɔ̃tɔdɔ̃] ist eine Ortschaft und eine ehemalige französische Gemeinde mit 202 Einwohnern (Stand 1. Januar 2022) im Département Aisne in der Region Hauts-de-France. Sie gehörte zum Arrondissement Château-Thierry und zum Kanton Essômes-sur-Marne. 
La Chapelle-Monthodon wurde mit Wirkung vom 1. Januar 2016 mit den früheren Gemeinden Baulne-en-Brie und Saint-Agnan zu einer Commune nouvelle mit der Bezeichnung Vallées en Champagne zusammengelegt und hat in der neuen Gemeinde den Status einer Commune déléguée inne.
Nachbarorte sind Saint-Agnan im Westen, Courthiézy im Nordwesten, Dormans im Norden, Igny-Comblizy im Osten, Le Breuil im Südosten und Baulne-en-Brie im Südwesten.

## Bevölkerungsentwicklung
| Jahr      | 1962 | 1968 | 1975 | 1982 | 1990 | 1999 | 2006 | 2015 |
| --------- | ---- | ---- | ---- | ---- | ---- | ---- | ---- | ---- |
| Einwohner | 193  | 178  | 148  | 167  | 173  | 209  | 188  | 199  |

## Sehenswürdigkeiten

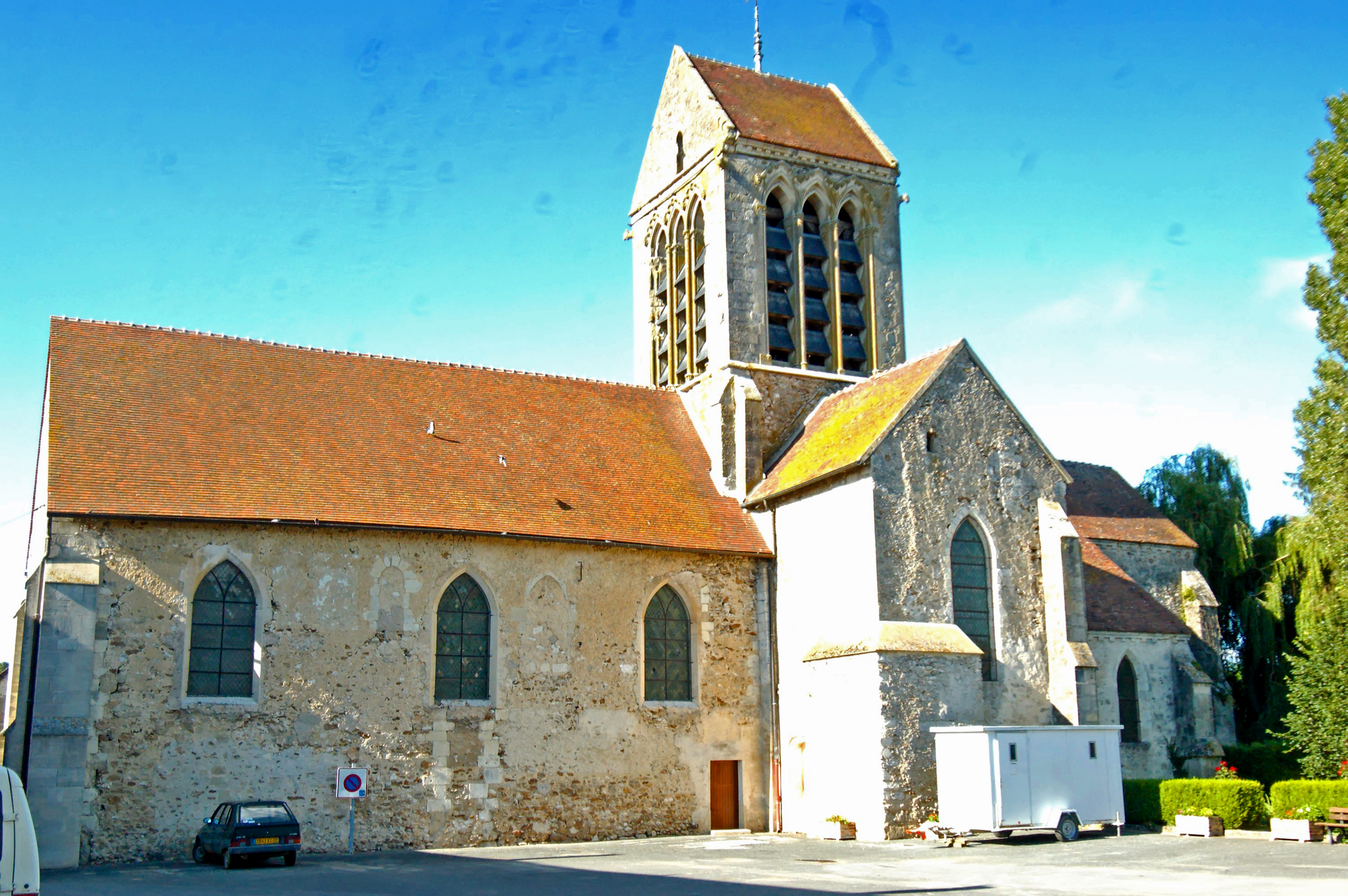
Kirche Nativité-de-la-Sainte-Vierge

- Kirche Nativité-de-la-Sainte-Vierge, seit 1920 als Monument historique ausgewiesen